# My Son Marshall, My Son Eminem
My Son Marshall, My Son Eminem est une autobiographie de 2008 écrite par Debbie Nelson, la mère du rappeur américain Marshall Mathers, alias Eminem. L'auteure britannique Annette Witheridge l'a aidée à écrire ce livre. En septembre 2008, le livre a été vendu à plus de 100 000 exemplaires au Royaume-Uni.

## Description
Il évoque la vie de Nelson, ainsi que ses ennuis avec la célébrité montante d'Eminem. Selon elle, l'histoire racontée du côté d'Eminem est pleine de mensonges mais malgré tout, elle dit ne pas être en colère contre son fils . Elle a aussi écrit qu'elle a poursuivi son fils en 2000 pour diffamation pour cesser la forclusion sur sa maison.
En écrivant ce livre, Nelson voulait raconter l'histoire de ses différends avec son fils Eminem de son côté à elle. Elle a déclaré qu'elle regrettait garder le silence sur le fait qu'Eminem cultive, en public, une image de sa mère comme étant une personne négligée et folle.
Le livre contient des photos de Nelson avec Eminem, ainsi que des poèmes et des textes écrits par Eminem qui ont été rarement, voire jamais, vus avant.

## Juridique
Nelson a été poursuivie une semaine avant que le livre ait été publié aux États-Unis par Neal Alpert, car selon lui, il l'aurait aidée à écrire ce livre, et conformément au contrat de 2005 passé avec Nelson, il aurait dû recevoir 25 % du bénéfice.

## Réception
Nathan Rabin de AV Club a déclaré que son livre « est presque, paradoxalement, dépourvu d'ironie, d'humour et d'autodérision qui imprègne la musique de son fils ». Une revue de Publishers Weekly dit que « les lecteurs peuvent éprouver des difficultés à croire Debbie qui affirme ne pas exploiter son fils dans ces pages, qui ne parlent que de lui », le portrait que fait Nelson de son fils est assez froid mais sympathique.
Mike Sweeney de New Statesman a répertorié le livre comme étant l'un des cinq mémoires les plus controversés.